# Àstrid Bierge Soto
Àstrid Bierge Soto   (1982) - Barcelona), és una periodista, consultora lingüística i activista catalana.
L'any 2005 es va llicenciar en Periodisme a la Universitat Autònoma de Barcelona. Del 2015 al 2017 va col·laborar a la secció de ciència del setmanari El Temps. Ha escrit articles a El Singular Digital i al butlletí de la Fundació Catalunya Oberta. Ha estat tertuliana a TV3, La Xarxa TV, La Xarxa i Ràdio 4, i col·laboradora a Barça TV. Col·labora com a articulista al diari digital El Món.
Es va presentar com a candidata al moviment polític Primàries per a l'alcaldia de Barcelona, on va quedar en setena posició a la primera volta i segona a la segona volta. Forma part de la candidatura Barcelona és capital.
És cofundadora, juntament amb Ferran Suay, de l'empresa Consultoria d'estrategies lingüístiques [sic] (CEL), corporació centrada en la gestió de les llengües en l’àmbit empresarial.
Ha viscut al Marroc, Anglaterra, Estats Units, Itàlia, Uruguai, Xile, Islàndia i l'Argentina.

## Publicacions
- Pedacets al sol. 7dquatre Edicions, 2010. (amb pròleg d'Enric Vila)
- Sí-Sí o Sí-No: Sanchis versus Sardà. Barcelona, Deu i Onze Edicions, 2014. 160 pàgines.